# Mokro (Šavnik, Crna Gora)
Mokro, planinsko selo u općini Šavnik u Crnoj Gori.
Ukupno 89 stanovnika po popisu iz 2003. godine.